# 以色列國家男子籃球隊
以色列國家男子籃球隊（希伯來語：‎）是以色列的國家男子籃球代表隊。目前以色列在FIBA世界籃球排名上位居第42位。以色列參加過29次歐洲籃球錦標賽，並參加過兩次FIBA籃球世界杯，以及一次奧運會。

## 外部連結
- Official website（页面存档备份，存于） （希伯来文）
- Israel（页面存档备份，存于） at FIBA site
- Israel National Team - Men（页面存档备份，存于） at Eurobasket.com
- Israel Basketball Records（页面存档备份，存于） at FIBA Archive